# Edwin F. Hatfield
Edwin Francis Hatfield, född den 9 januari 1807 i Elizabethtown, New Jersey, död den 22 september 1883 i Summit, New Jersey, var en amerikansk pastor och psalmförfattare.
Hatfield var presbyterian och under lång tid verksam i New York. Han utgav bland annat The Church Hymn Book for the Worship of God (1872).